# Acanthorrhinum ramosissimum
Acanthorrhinum ramosissimum är en grobladsväxtart som först beskrevs av Ernest Saint-Charles Cosson och Durieu, och fick sitt nu gällande namn av Werner Hugo Paul Rothmaler. Acanthorrhinum ramosissimum ingår i släktet Acanthorrhinum och familjen grobladsväxter. Inga underarter finns listade i Catalogue of Life.